# Гурово (Калужская область)
Гурово — деревня в Ульяновском районе Калужской области, в составе сельского поселения «Село Волосово-Дудино».

## История
В 1965 г. Указом Президиума ВС РСФСР деревня Панево переименована в Гурово, в память о Герое Советского Союза Гурове Кузьме Акимовиче.

## Население
| 2002 | 2010 |
| ---- | ---- |
| 46   | ↘20  |